# 興国寺 (千仏山)
興国寺（こうこくじ）は、中華人民共和国山東省済南市歴下区千仏山にある仏教寺院。

## 歴史
興国寺は、隋の開皇年間（581年 – 600年）創建で、当時は千仏寺と称した。唐の貞観年間、「興国寺」と改称。南宋末の兵火により焼失している。明の成化4年（1468年）、蘇賢が寄付して寺を再建する。清の嘉慶と咸豊年間に、寺院を二回修理した。
1983年、中華人民共和国国務院は仏寺を漢族地区仏教全国重点寺院に認定した。

## 伽藍
山門、天王殿、大雄宝殿、玉仏殿、千仏崖

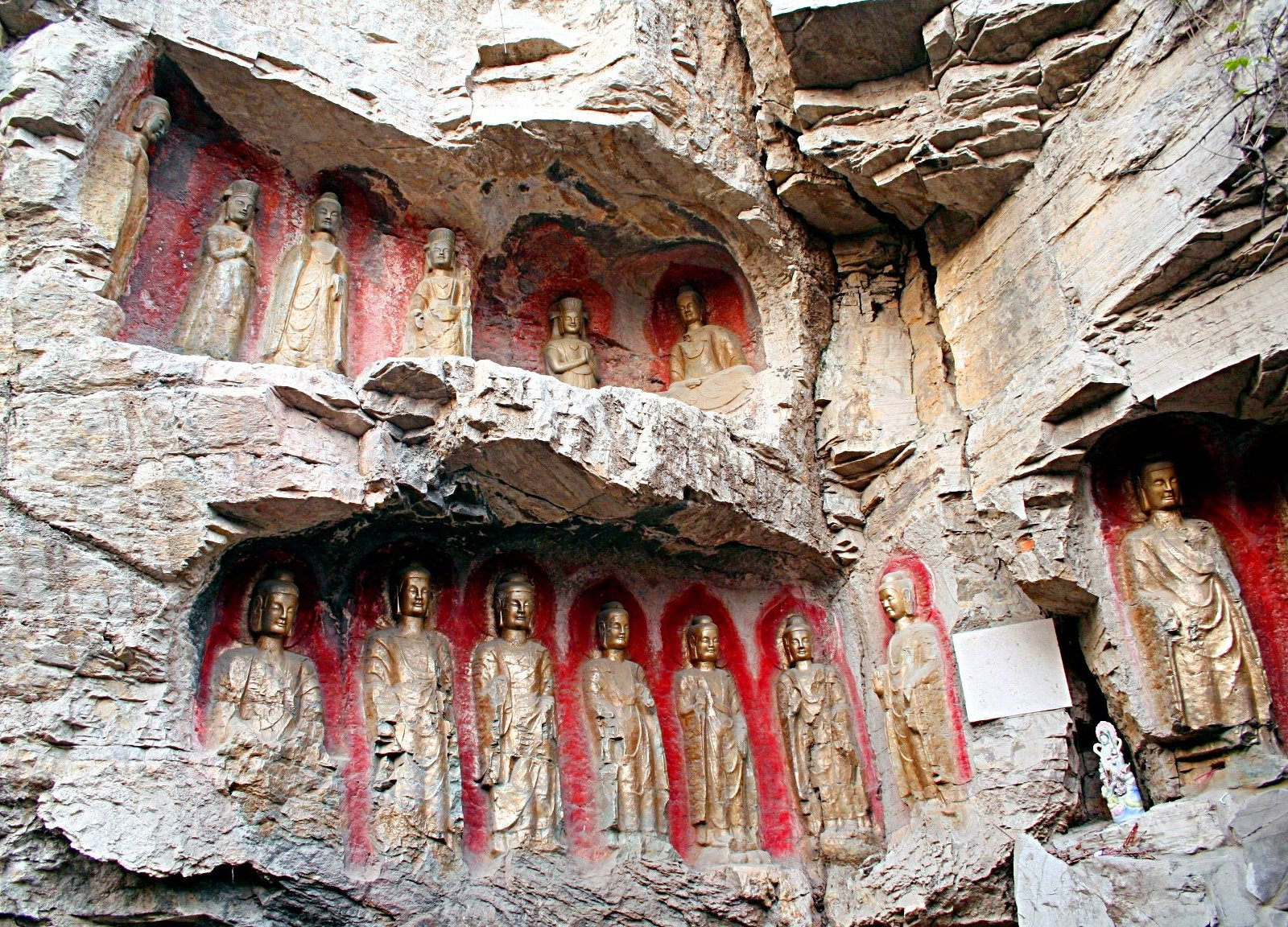
千仏崖

山門の扁額に中国仏教協会会長の趙樸初が書いた作品がある。